# بشملة سيغوينية
بشملة سيغوينية (الاسم العلمي:Eriobotrya seguinii) هي نوع من النباتات تتبع جنس البشملة من الفصيلة الوردية. تم وصف هذا النوع من النبات علمياً لأول مرة من قبل أوغستين أبل هكتور لفييه سنة 1924.